# 阿陸仔
阿陸仔是台灣人對中國大陸人的一種稱呼，也常寫作台語諧音的阿六仔。該詞原是中性稱呼，但近年來也有衍生出如426（死阿陸）等帶有貶義的用法。

## 詞源與衍生
臺灣人在台語中常以「阿」作為人名前綴或一般名詞的稱呼，如日本人「阿本仔」、歐美人「阿啄仔」、中國大陸人「阿陸仔」。由於「六」與「陸」的台語文讀音相同，而「陸」又是中文數字「六」的大寫，所以也常寫作「阿六仔」（台語： / ）。
戰後台灣長期被國語運動環境主導，因此衍生出以中華民國國語諧音書寫的「二六仔」。在網路世界裡，為求輸入方便與迅速，又常簡化爲數字「26」。「26」這一用語通常並無強烈的蔑視或敵意，但帶有反中情緒的人士常在前方加上「4」構成「426」，即是「死阿陸」之意，這種用法則具有明顯的貶義。

## 社群平台封禁
臺灣社會長期流傳一種說法，在臉書發文貼出「426」一詞會因違反社群守則而被封禁。2022年4月26日，臉書母公司Meta與獨立媒體《法律白話文運動》合作釋疑，表示若將「426」用以針對特定國籍進行攻擊和蔑稱，有可能會被認定違反平台的仇恨言論政策。不過平台審查會依據語境判斷，若是非攻擊脈絡，例如「426是世界智慧財產權日」，則不會被認定為仇恨言論。

## 用例
- 2016年4月26日，一名在台灣就讀的中國大陸學生在臉書發文，並貼出車牌號碼「RIP-426」的照片自我解嘲。學者認為其貼文表面上帶有戲謔與嘲諷，但透露出自身被稱為「426」的無奈，甚至帶有「我心已死」的沉重心境。[7]
- 2017年3月，一名在廈門任職的臺灣籍女子，因在臉書使用「426」等字眼稱呼中國大陸人，而遭到雇主解職，引發關注。[2]
- 2025年1月，金門縣政府轉載《金門日報》文章，呼籲台灣人勿以「阿陸仔」、「426」等字眼稱呼中國大陸遊客。[8]
- 2025年4月26日，國民黨與民眾黨在凱達格蘭大道上發起「反綠共，戰獨裁」遊行示威。對此，民主進步黨立法院黨團幹事長吳思瑤將遊行時間「4月26日」，與前一年同日國民黨立法院黨團總召集人傅崐萁率領同黨籍立法委員前往中國大陸相聯繫，反問是次遊行「難道是擁抱『死阿陸仔』的周年紀念嗎」，其言論隨後被質疑帶有歧視中國大陸人之嫌。[9][10]